# Ричмонд (Міннесота)
Ричмонд (англ. Richmond) — місто (англ. city) в США, в окрузі Стернс штату Міннесота. Населення — 1475 осіб (2020).

## Географія
Ричмонд розташований за координатами 45°27′20″ пн. ш. 94°30′54″ зх. д. / 45.45556° пн. ш. 94.51500° зх. д. (45.455528, -94.515039).  За даними Бюро перепису населення США в 2010 році місто мало площу 2,73 км², з яких 2,67 км² — суходіл та 0,06 км² — водойми.

## Демографія
Згідно з переписом 2010 року, у місті мешкали 1422 особи в 583 домогосподарствах у складі 392 родин. Густота населення становила 521 особа/км².  Було 627 помешкань (230/км²).
Расовий склад населення:
| - 98,0 % — білих - 0,6 % — азіатів - 0,1 % — чорних або афроамериканців |

До двох чи більше рас належало 0,7 %. Частка іспаномовних становила 1,8 % від усіх жителів.
За віковим діапазоном населення розподілялося таким чином: 23,8 % — особи молодші 18 років, 58,4 % — особи у віці 18—64 років, 17,8 % — особи у віці 65 років та старші. Медіана віку мешканця становила 39,4 року. На 100 осіб жіночої статі у місті припадало 102,3 чоловіків;  на 100 жінок у віці від 18 років та старших — 100,7 чоловіків також старших 18 років.
Середній дохід на одне домашнє господарство  становив 57 940 доларів США (медіана — 50 606), а середній дохід на одну сім'ю — 69 689 доларів (медіана — 60 577). Медіана доходів становила 45 457 доларів для чоловіків та 32 196 доларів для жінок. За межею бідності перебувало 9,8 % осіб, у тому числі 12,7 % дітей у віці до 18 років та 15,2 % осіб у віці 65 років та старших.
Цивільне працевлаштоване населення становило 835 осіб. Основні галузі зайнятості: виробництво — 26,5 %, освіта, охорона здоров'я та соціальна допомога — 17,8 %, роздрібна торгівля — 12,5 %, мистецтво, розваги та відпочинок — 8,5 %.